# Weil ich verliebt bin
Weil ich verliebt bin (pl. Bo jestem zakochana) – album muzyczny niemieckiej piosenkarki Andrei Berg, wydany 18 października 1999 roku.
Utwór z tej płyty Vielleicht ein Traum zu viel (pl. Chyba o jedno marzenie zbyt wiele) stał się przebojem w stacji telewizyjnej ZDF - ZDF Hitparade oraz w rozgłośniach radiowych w Niemczech, Belgii, Austrii i Szwajcarii, zajmując pierwsze miejsce na listach przebojów.

## Lista utworów
1. "Vielleicht ein Traum zu viel" – 03:24
2. "Weil ich verliebt bin" – 03:12
3. "Ganz heimlich" – 03:41
4. "Wehrlos in der Nacht" – 03:36
5. "Einmal mit dir" – 03:50
6. "Ich will deine Sehnsucht" – 03:28
7. "Damals war es Sommer" – 03:19
8. "Weinen kann ich auch ohne dich" – 04:30
9. "Irgendwo im Sommerwind" – 03:06
10. "Im Schweigen der Nacht" – 03:24
11. "Wie ein kleines Kind" – 03:20
12. "Und wenn ich geh" – 03:36
13. "Hit Mix" – 04:20